# Разоблачение: Жизнь трансгендерных людей на экране
«Разоблачение: Жизнь трансгендерных людей на экране» (англ. Disclosure: Trans Lives on Screen) — документальный фильм 2020 года, снятый режиссёром и продюсером Сэмом Федером. Фильм рассказывает о том, как голливудское кино освещает трансгендерных людей и влияние этого на жизнь трансгендерные людей и американскую культуру. Мировая премьера фильма состоялась на кинофестивале «Сандэнс» 27 января 2020 года. Вскоре после этого Netflix приобрела права на распространение фильма. Показ его состоялся 19 июня 2020 года на стриминговом сервисе Netflix.

## Сюжет
История подробно рассматривает освещение трансгендерных людей в голливудских фильмах и влияние их историй на жизнь трансгендерного сообщества и американскую культуру в целом.

## Критика
Фильм получил положительные отзывы кинокритиков. По состоянию на июль 2020 года, фильм имеет рейтинг одобрения 98 % на сайте агрегатора Rotten Tomatoes на основе 47 отзывов со средневзвешенным значением 7,99 / 10. Сайт критиков гласит: «Кино увлекательно освещает историю и влияние того, как жизнь трансгендерных людей изображается на экране, и показывает, какой прогресс еще предстоит сделать»

## Примечание
1. ↑  Disclosure: Trans Lives on Screen (2020). Rotten Tomatoes. Дата обращения: 23 июля 2020. Архивировано 26 марта 2021 года.